# Крија
Крија (фр. Cruas) насеље је и општина у источној Француској у региону Рона-Алпи, у департману Ардеш која припада префектури Прива.
По подацима из 2011. године у општини је живело 2806 становника, а густина насељености је износила 181,62 становника/km². Општина се простире на површини од 15,45 km². Налази се на средњој надморској висини од метара (максималној 480 m, а минималној 72 m).

## Демографија
| 1962. | 1968. | 1975. | 1982. | 1990. | 1999. | 2011. |
| ----- | ----- | ----- | ----- | ----- | ----- | ----- |
| 2.079 | 1.978 | 1.638 | 2.370 | 2.200 | 2.400 | 2.806 |

График промене броја становника у току последњих година